# ولکه سواتونوویتسه
ولکه سواتونوویتسه (به چکی: Velké Svatoňovice) یک منطقهٔ مسکونی در جمهوری چک است که در شهرستان تروتنوف واقع شده‌است.
 ولکه سواتونوویتسه  ۱٬۱۶۴ نفر جمعیت دارد.